# 纳尔贡达
纳尔戈恩达（Nalgonda），是印度安得拉邦Nalgonda县的一个城镇。总人口110651（2001年）。

## 人口
该地2001年总人口110651人，其中男性56495人，女性54156人；0—6岁人口12616人，其中男6317人，女6299人；识字率78.40%，其中男性为84.34%，女性为72.21%。